# Waleed Al-Husseini
Waleed Al-Husseini (arabisk: وليد الحسيني; født 25. juni 1989) er en palæstinensisk essayist, forfatter og blogger.
I oktober 2010 arresterede Det palæstinensiske selvstyre ham for angiveligt at foragte islam på Facebook og i blogindlæg; hans anholdelse vakte international opmærksomhed. Han flygtede senere til Frankrig, hvor fik asyl.
I 2013 grundlagde han Rådet for Eksmuslimer i Frankrig (fransk: Conseil des ex-musulmans de France, CEMF), og i 2015 skrev han sin første bog, Blasphémateur ! Les prisons d’Allah (dansk: Allahs fængsel. Min rejse fra muslim til ateist og følgerne af det).

## Frafald fra islam og forfølgelse
Waleed Al-Husseini voksede op i det palæstinensiske selvstyreområder på Vestbredden. Han klarede sig godt i skolen, og allerede som barn begyndte han at stille spørgsmål om sin religion, men ingen kunne besvare hans kritiske spørgsmål, så han begyndte at læse alle de religiøse tekster, han kunne finde, blot for at blive chokeret over deres indhold. Som ung ateist oprettede han en række blogs og internetfora, hvor han stillede spørgsmål ved religion, dog altid under pseudonym, da han ellers risikerede livet som en frafalden muslim i et muslimsk land. Selv om al-Husseini var forsigtig og havde en pseudonym, fandt myndighederne frem til ham til sidst, og i 2010 blev han arresteret af sikkerhedstjenesten og udsat for forhør, der varierede fra samtale og hårde ord til søvnberøvelse, psykisk og fysisk tortur, gennem næsten et år. Først efter internationalt pres blev han løsladt, og indtil hans sag skulle for retten, valgte al-Husseini at benytte lejligheden til at flygte gennem Jordan og derfra til Frankrig, hvor han i dag lever i eksil og er medstifter af og formand for Rådet for Eksmuslimer i Frankrig (CEMF).
Efter at foreningen, Rådet for Eksmuslimer i Frankrig (CEMF), blev grundlagt af Al-Husseini i 2013, er der taget lignende initiativer i lande som England, Tyskland og Norge.

## Holdninger
Som erklæret ateist med muslimsk baggrund har Waleed al-Husseini på egen krop mærket konsekvenserne og følgerne af at leve i et samfund styret af politisk islam, og af den grund mener han, at Europa ikke kan lade det stå til, mens dets muslimske medborgere lader religionen fylde mere og mere i tilværelsen.
Al-Husseini stiller sig kritisk overfor hijab, og mener at »Især i Frankrig er Hijab blevet et redskab for politisk islam for at vise, hvor mange følgere, man har. Ligesom når man har bøn på gaden.«. På spørgsmålet om han er imod en kvindes ret til at bære det, svarede han: »Ja. Hør her, jeg kan ikke acceptere, at nogen ønsker at være slave. Hijabbens betydning er, at kvinden skal dække sig til for ikke at friste mændene. Hun er en andenrangsborger i forhold til manden. Man kan ikke ønske ligestilling og tale for hijab. Selv i frihedens navn. Frihed betyder ikke, at folk skal have lov til at leve som slaver, hvis de vil.«
Al-Husseini mener, at de arabiske lande i Mellemøsten er blevet mere religiøst konservative i dag end tidligere, og at tanken om at skabe en europæisk form for islam ikke virker, med den begrundelse af at satellit-TV og internettet er med til at ensrette den form for islam, der dyrkes i Mellemsøsten og i Europa. Eksempelvis ved at man kan bo i et land i Europa, men søge svar hos en imam i Qatar, der aldrig har sat sine ben i Europa. Han afviser at der skulle være moderate muslimer i tilstrækkelig mængde, og at mange der kalder sig ”moderate” slet ikke er det.
På spørgsmål om hvor mange moderate muslimer, der er, svarer han: »Kun enkelte få. Ingen samfund. Sig mig: hvor mange muslimer tror på kønnenes ligestilling? Hvor mange på retten til at begå blasfemi, til at være homoseksuel. Hvor mange er imod flerkoneri? For mig er det fint at være moderat, hvis man dermed mener, at ens tro er mellem en selv og Allah. Jeg er ikke imod at folk tror, men imod islams etik. Jeg mener, hvorfor bor jeg nu i Frankrig?«

## Al-Husseini i Danmark
I 2016 var Al-Husseini i Danmark for at deltage i debatmøde om ’Islam og ateisme’ under streng politibevogtning, hvor også andre danske eksmuslimer fortalte om konsekvenserne af frafald fra islam. I den anledning fortalte Waleed al-Husseini, at da han kom til Europa for nogle år siden, forestillede han sig, at kunne leve problemløst som ateist i et europæisk land, men sådan gik det ikke da han og andre eksmuslimer blev forfulgt af andre muslimer selv i Europa.